# Bitwa u ujścia La Platy
Bitwa u ujścia La Platy – bitwa morska pomiędzy okrętami brytyjskimi a niemieckim „pancernikiem kieszonkowym” „Admiral Graf Spee”, stoczona 13 grudnia 1939 roku w okolicy ujścia rzeki La Plata (Rio de la Plata). Było to pierwsze większe starcie morskie II wojny światowej, zakończone ostatecznie samozatopieniem niemieckiego rajdera, kończącym jego udaną trzymiesięczną kampanię przeciwko żegludze brytyjskiej.

## Siły

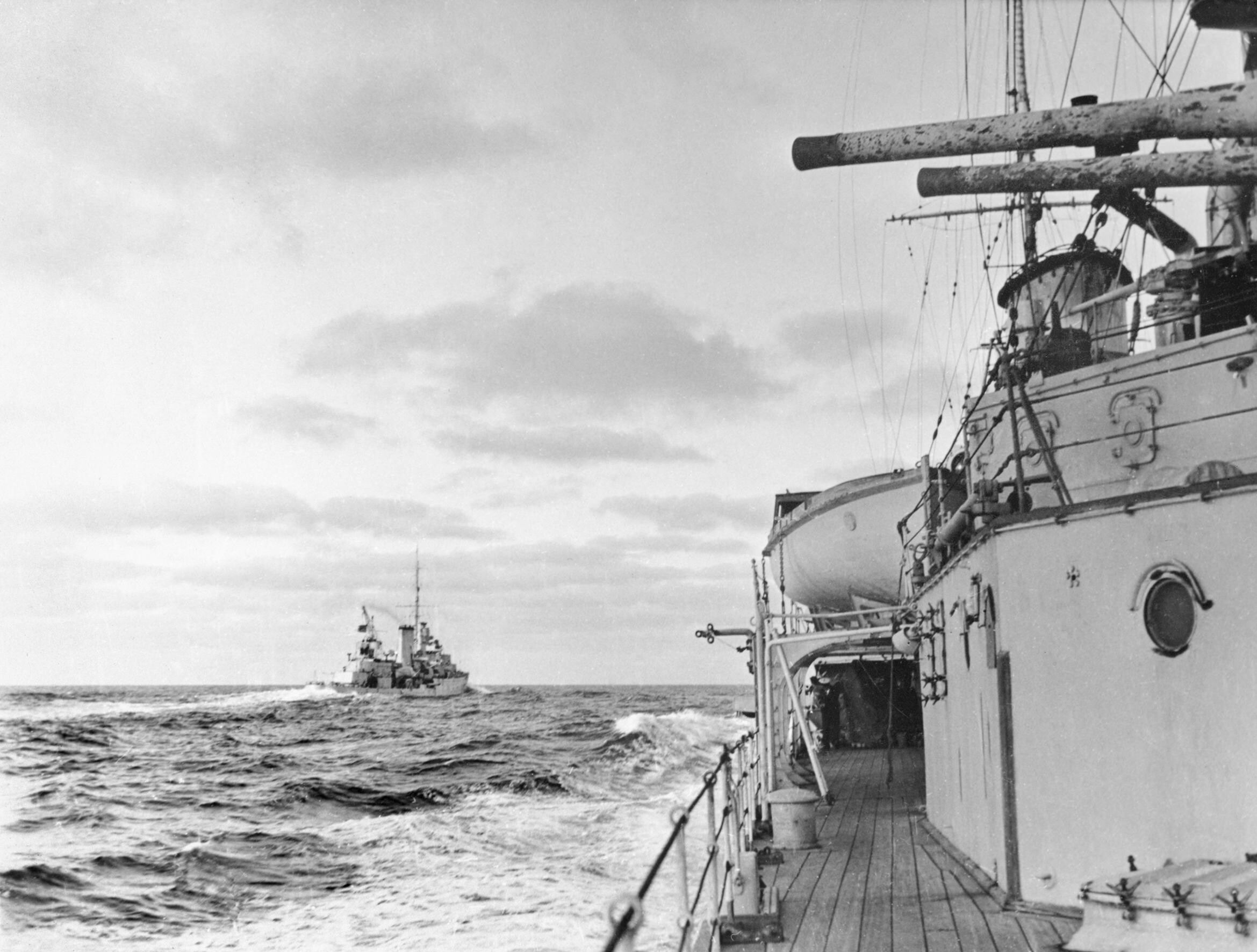
HMNZS „Achilles” widoczny z pokładu krążownika HMS Ajax (1934) podczas bitwy u ujścia La Platy, grudzień 1939 roku

„Admiral Graf Spee” był jednym z niemieckich „pancerników kieszonkowych” – dużych ciężkich krążowników, nazywanych tak z racji ich wyjątkowo silnego uzbrojenia w postaci 6 dział kalibru 280 mm i 8 dział 150 mm przy stosunkowo niewielkiej wyporności. Od początku wojny operował jako rajder na południowym Atlantyku, zapuszczając się także na Ocean Indyjski i topiąc 9 alianckich statków handlowych.
Jeden z zespołów brytyjskich poszukujących niemieckiego rajdera – Force G – dowodzony przez komodora Henry’ego Harwooda, składał się z ciężkiego krążownika HMS „Exeter” (uzbrojonego w 6 dział kaliber 203 mm) i dwóch bliźniaczych lekkich krążowników HMS „Ajax” (okręt flagowy) i nowozelandzkiego HMNZS „Achilles” (uzbrojenie: po 8 dział 152 mm). Wszystkie okręty brytyjskie były słabsze i w pojedynkę nie miałyby większych szans w starciu, a „Graf Spee” miał nawet większy ciężar salwy burtowej od łącznej salwy krążowników zespołu. W skład brytyjskiego zespołu wchodził także ciężki krążownik HMS „Cumberland”, lecz przebywał w tym czasie w krótkim remoncie na Falklandach.

## Bitwa
„Admiral Graf Spee” zatopił ostatni statek handlowy „Streonshalh” 7 grudnia 1939, u wybrzeży Ameryki Południowej. Komandor Harwood, analizując na podstawie ostatnich meldunków z zatapianych statków, poczynania niemieckiego rajdera, przewidział, że około 12 grudnia niemiecki okręt przybędzie w okolice ujścia La Platy, między Argentyną i Urugwajem, w celu polowania tam na statki alianckie. Brytyjski dowódca skierował więc swój zespół, w składzie trzech okrętów, w ten rejon.
13 grudnia 1939 rano „Admiral Graf Spee” napotkał brytyjski zespół, dostrzegając go o godzinie 5.30. Brytyjczycy dostrzegli niemiecki okręt o godzinie 6.14. Kiedy odległość między zespołami spadła do 17 800 m, „Graf Spee” otworzył o 6.18 ogień, korzystając z większego zasięgu swojej artylerii. Brytyjczycy, podchodząc bliżej, rozdzielili siły – „Exeter” zmienił kurs próbując przejść za rufą „Grafa Spee” na jego drugą burtę. Gdy „Exeter” otworzył ogień o 6.20 ze swoich dział 203 mm, Niemcy skoncentrowali na nim swój ostrzał, trafiając go po kilku minutach i uszkadzając mu drugą dziobową wieżę artyleryjską. Ponadto, odłamki tego pocisku trafiły pomost dowodzenia, raniąc lub zabijając jego obsadę. Po włączeniu się do walki krążowników lekkich, Niemcy przenieśli ogień jednej z wież na nie, osłabiając ogień na „Exetera”, który w tym czasie wykonał nieudany atak torpedowy. Po kolejnych trafieniach „Exeter” został ciężko uszkodzony – o 6.40 pociski rozbiły jego pierwszą dziobową wieżę artyleryjską i spowodowały pożar. Mimo to dalej prowadził mało skuteczny już ogień z ostatnich dwóch dział 203 mm i dopiero godzinę później, po pozbawieniu dopływu energii dla dział, około 7.30 wycofał się z walki, kierując się do bazy na Falklandy z 10-stopniowym przechyłem na prawą burtę i 650 tonami wody w kadłubie. Łącznie otrzymał 4 trafienia pociskami i kilka odłamkami. Około 7.25 pocisk niemiecki wyłączył z akcji również dwie dziobowe wieże z czterema działami „Ajaxa”.

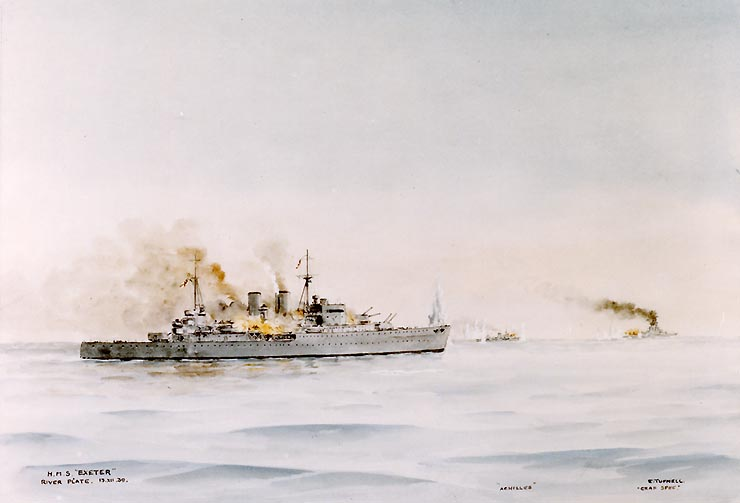
Obraz przedstawiający HMS „Exeter” podczas bitwy

„Graf Spee” także odniósł pewne uszkodzenia podczas starcia, lecz nie utracił zdolności do walki. Otrzymał 3 trafienia pociskami 203 mm i 18 trafień pociskami 152 mm, zginęło na nim 36 osób, uszkodzona została jedna armata głównego kalibru i urządzenia kierowania ogniem. Jego dowódca, komandor Hans Langsdorff, postanowił jednak oderwać się od przeciwnika i udać się do neutralnego portu Montevideo w Urugwaju w celu napraw. Zakończyło to pierwszą fazę boju, lecz za niemieckim okrętem podążyły brytyjskie krążowniki lekkie.
Podczas następnych kilkunastu godzin uchodzący „Graf Spee” próbował zgubić śledzące go krążowniki, stawiając zasłony dymne lub wciągnąć je w pojedynek artyleryjski, lecz „Achilles” i „Ajax”, korzystając z przewagi prędkości oraz pomocy wodnosamolototu rozpoznawczego, podążały za nim po obu stronach w bezpiecznej odległości. Po północy „Graf Spee” dopłynął do Montevideo.

## Zniszczenie „Grafa Spee”

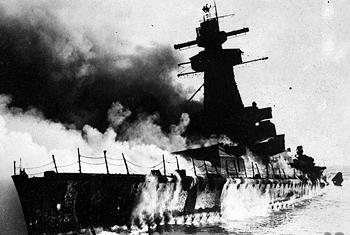
Niemiecki krążownik pancerny ,,Admiral Graf Spee" w płomieniach po zatopieniu u ujścia rzeki La Plata u wybrzeży Montevideo w Urugwaju.

Podczas pobytu „Grafa Spee” w neutralnym Urugwaju, który według prawa międzynarodowego mógł trwać jedynie do 72 godzin, Brytyjczycy czynili wysiłki, aby zgromadzić większe siły, lecz zamiast „Exetera” zdołano jedynie ściągnąć w ciągu 34 godzin ciężki krążownik HMS „Cumberland”, wysłany z Falklandów. Jednakże, brytyjski wywiad dostarczył Niemcom fałszywych informacji o nadejściu ciężkich sił do blokady portu, w tym pancernika i lotniskowca.
Podczas gdy „Graf Spee” miał uniemożliwione wyjście w morze, kapitan Langsdorff konsultował się z dowództwem w Niemczech. Otrzymał rozkazy pozwalające na różne opcje, lecz nie na internowanie w Urugwaju. Będąc przekonany o oczekujących przeważających siłach brytyjskich, Langsdorff zdecydował, zamiast próbować przebicia, samozatopić okręt w celu uniknięcia strat w załodze. 17 grudnia „Admiral Graf Spee” wyszedł w morze, przekazując wcześniej część załogi na niemiecki statek, po czym o godzinie 19.52 Niemcy samozatopili okręt na redzie Montevideo. Załogę „Grafa Spee” zabrał niemiecki statek do Buenos Aires, gdzie jednak po 3 dniach kapitan Langsdorff popełnił samobójstwo.
303 jeńców wziętych przez „Grafa Spee” z zatopionych statków zostało uprzednio przetransportowanych na niemiecki okręt zaopatrzeniowy „Altmark”, z którym „Graf Spee” rozstał się 7 grudnia. Jeńcy ci zostali następnie uwolnieni z „Altmarka” 16 lutego 1940 przez oddział abordażowy brytyjskiego niszczyciela HMS Cossack w Jossingfjordzie, na wodach neutralnej Norwegii.
Natomiast w czasie trwania bitwy na „Grafie Spee” pozostawało 62 jeńców. Nikt z nich w bitwie nie ucierpiał. Wszyscy oni zostali zwolnieni w chwili przybycia do Montevideo.

## Bitwa w filmie
- Bitwa o ujście rzeki